# Oliarus hachijonis
Oliarus hachijonis är en insektsart som beskrevs av Matsumura 1914. Oliarus hachijonis ingår i släktet Oliarus och familjen kilstritar. Inga underarter finns listade i Catalogue of Life.